# Șantierul Naval Oltenița
Șantierul Naval Oltenița a fost un șantier naval din România înființat în anul 1940 specializat pe construcția de remorchere fluviale, ceamuri, șalande, drăgi, motonave, cargouri, spărgătoare de gheață, etc.
După Revoluție, a fost redenumit în Navol Oltenița.
Înainte de 1989, avea 7.000 de angajați.
În docurile șantierului au fost construite vasele de lux ale cuplului Ceaușescu.
A fost privatizat in 1999, fiind cumpărat de persoana fizică Ioan Alexandru și de SIF Muntenia.
Ulterior, printr-o majorare de capital, SIF a devenit acționar majoritar.
Navol Oltenița a intrat în faliment în anul 2006.